# Funahasi
Funahasi (舟橋村; Hepburn: Funahashi-mura) falu Japánban, Tojama prefektúra Nakaniikava körzetében. 
2018. június 1-jén a népessége 3064 fő, volt 1044 háztartásban, a népsűrűsége 857 fő/km² volt. Teljes területe 3,47 km², ezzel Japán legkisebb  területű települése.

## Földrajz
Funahasi Tojama prefektúra közepén a Dzsógandzsi folyó keleti partja mentén helyezkedik el.

### Szomszédos települések
- Tojama prefektúra
  - Tojama
  - Kamiicsi
  - Tatejama

## Történelem
Funahasi jelenlegi területe része volt az Eccsú tartonánynak. A modern Funahasi falut 1889 április 1-én a településrendszer létrehozásakor alapították meg. Funahasi az egyetlen falu ami Tojama prefektúrában megmaradt, miután az összes többi falu beleolvadt a környező városokba.

## Népesség
Mivel Tojama városa autóval kb 20 perc alatt elérhető ezért a falu egyre inkább a Tojama alvóvárosává válik, a prefektúrában itt a legmagasabb a népességnövekedés mértéke, amely 2000 és 2005 között egész Japánban is az első helyen állt.

## Gazdaság
Hagyományosan a mezőgazdaság (rizs, edamame (zöld szójabab), tök) volt a helyi gazdaság alapja.

## Oktatás
Funahasi önkormányzata egy általános iskolát és egy alsó középiskolát tart fenn. A faluban nincs felső középiskola.

## Fordítás
- Ez a szócikk részben vagy egészben  a   Funahashi című angol Wikipédia-szócikk fordításán alapul.  Az eredeti cikk szerkesztőit annak laptörténete sorolja fel. Ez a jelzés csupán a megfogalmazás eredetét és a szerzői jogokat jelzi, nem szolgál a cikkben szereplő információk forrásmegjelöléseként.
- Ez a szócikk részben vagy egészben  a(z)   舟橋村 című japán Wikipédia-szócikk fordításán alapul.  Az eredeti cikk szerkesztőit annak laptörténete sorolja fel. Ez a jelzés csupán a megfogalmazás eredetét és a szerzői jogokat jelzi, nem szolgál a cikkben szereplő információk forrásmegjelöléseként.